# Daniel V. Villamediana
Daniel V. Villamediana (Valladolid, 8 de junio de 1975 - ) es un escritor, director de cine y guionista español.

## Biografía
Licenciado en Historia por la Universidad de Valladolid, se doctoró en el año 2020 Humanidades en la Universidad Pompeu Fabra bajo la dirección de Victoria Cirlot. Ha sido director y guionista de cuatro largometrajes, y ha publicado tres libros, el último de ellos, "Las siete vidas de Max von Spiegel", en Ediciones B de Penguim Random House. Como profesor ha impartido clases en distintas universidades como la Universidad Pompeu Fabra, Universidad de Tubinga y en la ECAM. Es colaborador habitual del Culturas de La Vanguardia y fue codirector de la revista Letras de cine.  

## Trayectoria
En 2006 escribió el guion de La línea recta junto a su director, José María de Orbe, y en el año 2008 realizó primer largometraje, El brau blau (2009) producido por Eddie Saeta y El Toro Azul producciones. Se estrenó en la sección oficial del Festival Internacional de cine de Locarno y también se pudo ver en el Festival de San Sebastián. En el año 2010 estrenó en sección oficial del Festival Internacional de cine de Locarno el filme La vida sublime. En 2013 estrenó el documental sobre música barroca De Occulta Philosophia en el FIDMarseille y en el 2014 realizó Cábala Caníbal, un film-ensayo que se pudo ver en el Festival Internacional de Cine de Róterdam. 
Como escritor publicó en el año 2020 su primera novela, Las islas imposibles con el sello Serie Gong, donde narra los viajes fantásticos de Cristóbal Colón, y en el año 2023 publicó el ensayo autobiográfico La belleza de lo oculto dentro de la colección "De la belleza" dirigida por Gustavo Martín Garzo en la editorial Eolas ediciones.
En el año 2024 publicó en Ediciones B la novela histórica Las siete vidas de Max von Spiegel   donde narra la vida de un director alemán desde los años veinte en Berlín hasta su llegada a Hollywood.

## Obra
Libros
- Las islas imposibles (Serie Gong, 2020)
- La belleza de lo oculto (Eolas ediciones, 2023)
- Las siete vidas de Max von Spiegel (Ediciones B, 2024)

### Largometrajes
- El brau blau (2008), largometraje seleccionado para los festivales de Locarno, San Sebastián, Gijón la Viennale y el BAFICI.
- La vida sublime (2010), largometraje seleccionado para los festivales de Locarno, Gijón y BAFICI.
- De occulta philosophia (2013), documental seleccionado para FIDMarseillle
- Cábala caníbal (2014), filme-ensayo seleccionado el Festival Internacional de Cine de Róterdam.

### Como guionista
- La línea recta (2006), coguionista.
- El brau blau (2008)
- Aita (2010), coguionista.
- La vida sublime (2010)
- Cábala Caníbal (2013), escrita junto con Madalina Stefan.